# غل درة (نظر أباد)
غل درة هي قرية في مقاطعة نظر أباد، إيران. يقدر عدد سكانها بـ 66 نسمة بحسب إحصاء 2016.